# Till det höga ser mitt öga
Till det höga ser mitt öga är en psalmtext av Hans Adolf Brorson. Den består av fem 6-radiga verser.

## Publicerad i
- Andeliga Sånger i "Ahnfelts Sånger" nummer 55 (B), häfte nr 5, 1855 och i EFS nyutgåva 1893. Titel "Dit upp!".
- Svenska Missionsförbundets sångbok 1894 som nr 494 under rubriken "Hemlandssånger".
- Svenska Missionsförbundets sångbok 1920 som nr 422 under rubriken "Hemlandssånger"
- Sions Sånger 1951 nr 192
- Sions Sånger 1981 nr 214 under rubriken "Längtan till hemlandet".